# Hastighetsåkning på skridskor vid olympiska vinterspelen 1932 (500 meter för damer)
- 8 februari 1932

10 skridskoåkare från två nationer deltog. Tävlingen hölls på James C. Sheffield Speed Skating Oval i Lake Placid och var demonstrationssport.

## Medaljörer
| Guld               | Silver               | Brons         |
| Jean Wilson Kanada | Elizabeth Dubois USA | Kit Klein USA |

## Rekord
Dessa rekord gällde inför spelen.
| Världsrekord     | 58,7(*) | Liselotte Landbeck | Davos (SUI) | 9 januari 1932 |
| Olympiskt rekord | -       |                    |             |                |

(*) Rekordet naterat på höghöjdsbana (minst 1 000 meter över havet) och på naturis.

## Resultat

### Semifinaler
Semifinal 1
| Placering | Idrottare                 | Tid  | Noteringar |
| --------- | ------------------------- | ---- | ---------- |
| 1         | Lela Brooks-Potter (CAN)  | 62,4 | Q          |
| 2         | Elsie Muller-McLave (USA) |      | Q          |
| 3         | Helen Bina (USA)          |      | Q          |
| 4         | Hattie Donaldson (CAN)    |      |            |
| 5         | Geraldine Mackie (CAN)    |      |            |

Semifinal 2
| Placering | Idrottare              | Tid  | Noteringar |
| --------- | ---------------------- | ---- | ---------- |
| 1         | Jean Wilson (CAN)      | 60,4 | Q          |
| 2         | Kit Klein (USA)        |      | Q          |
| 3         | Elizabeth Dubois (USA) |      | Q          |
| 4         | Dorothy Franey (USA)   |      |            |
| 5         | Florence Hurd (CAN)    |      |            |

### Final
| Placering | Idrottare                 | Tid  |
| --------- | ------------------------- | ---- |
| 1         | Jean Wilson (CAN)         | 58,0 |
| 2         | Elizabeth Dubois (USA)    |      |
| 3         | Kit Klein (USA)           |      |
| 4         | Lela Brooks-Potter (CAN)  |      |
| 5         | Elsie Muller-McLave (USA) |      |
| 6         | Helen Bina (USA)          |      |